# Paso Bonilla
Pour les articles homonymes, voir Paso.
Paso Bonilla est une localité d'Uruguay située dans le département de Tacuarembó. Sa population est de 445 habitants.

## Population
| Année | Population |
| ----- | ---------- |
| 1963  | 74         |
| 1975  | 368        |
| 1985  | 743        |
| 1996  | 286        |
| 2004  | 445        |

Référence,.